# Васильев, Евгений Алексеевич
Евгений Алексеевич Васильев (1778—1833) — архитектор.

## Биография
Окончил Петербургскую Академию художеств и Горный корпус в Петербурге, стажировался у архитекторов Дж. Кваренги и Порто.
В начале XIX века служил в Богодухове и по ходатайству основателя Харьковского университета В. И. Каразина с 1803 году был переведен в Харьков на должность архитектора университета.
В 1804 году разработал проект ансамбля зданий университета, который не был осуществлен. Осуществил реконструкцию губернаторского дома под здание университета. Преподавал в Харьковском университете, с 1817 года — в должности профессора.
В 1820—1827 годах работал архитектором Строительного комитета г. Харькова. Проектировал здания в стиле классицизм (ампир).

## Работы
Основные постройки Васильева в г. Харькове:
- Реконструкция дома губернатора под здание университета на ул. Университетской № 14 (1805 г.).
- Учебный корпус университета с Свято-Антониевской домовой церковью на ул. Университетской № 25 (1823—1831 гг.).
- Слободско-украинская гимназия на углу Московского проспекта и пер. Короленко (при участии Л. Ватлета, 1814—1815 гг., не сохр.).
- Здание Дворянского собрания на Николаевской площади (ныне пл. Конституции, в соавторстве с В. Лобачевским, 1814—1815 гг., не сохр.).
- Уездное училище на Бурсацком спуске (1825 г., позднее реконструировано Б. Покровским и К. Толкуновым).
- Надстройка и реконструкция гостиного двора на ул. Университетской (начало XIX в., не сохр.).
- Архиерейский дом на территории Покровского монастыря (1820—1826 гг.).
- Трапезная между Покровским собором и колокольней (1820—1826 гг.).
- Свято-Димитриевская церковь на ул. Екатеринославской (ныне Полтавский шлях № 44. 1808 г., позже перестроена М. Ловцовым).
- Свято-Николоевская церковь на Григоровке (ныне ул. Цементная № 8, 1820 г.).
- Колокольня Успенского собора с храмом Александра Невского в нижнем ярусе на ул. Университетской, 1821—1833 г., закончена архитектором А. Тоном в 1848 г.).
- Усадебный дом на ул. Благовещенской № 26 (1820-е гг., в соавторстве с А. Тоном и П. Ярославским).
- Собственный дом на углу ул. Гоголя и Провиантского переулка (ныне пер. Марьяненко, 1818 г., перестроен А. Тоном в 1840-х гг.).
- Усадебный дом на Московском проспекте № 9 (начало XIX в.)
- Усадебный дом на ул. Екатеринославской (ныне Полтавский шлях № 5, 1830-е гг.).